# 樹林舎
有限会社樹林舎（じゅりんしゃ）は、日本の出版社。愛知県名古屋市天白区に拠点を置いている。2004年（平成16年）設立。

## 沿革
- 2004年（平成16年）5月 - 設立。

## 刊行物
歴史・民俗・都市論・地域文化などに関する書籍が中心であり、特に愛知県を中心とする東海地方に根差した出版社である。日本国内各地の郷土写真集の出版を多数手掛けており、「写真アルバム 昭和」シリーズや「今昔写真集」シリーズなどがある。
「今昔写真集」シリーズは2005年7月の『東三河今昔写真集』が皮切りであり、2010年までに8地域を刊行してきた。『奈良市今昔写真集』（2008年）、『神戸市今昔写真集』（2010年）、『大阪市今昔写真集』（2010年）など、愛知県外の写真集もある。
「写真アルバム 昭和」シリーズ」は市民が生活者目線で撮った写真を収録しており、2019年6月までに『瀬戸・尾張旭の昭和』など約80地域を刊行してきた。個人が特定できる写真は提供を断られることも多いといい、写真集めには苦労しているという。
2019年には名古屋テレビ塔を運営する名古屋テレビ塔株式会社が、樹林舎の刊行物である『名古屋テレビ塔クロニクル』を名古屋市図書館や名古屋市の小学校に寄贈するためのクラウドファンディングを行い、20万円という目標の2倍以上となる46万1000円を集めた。